# Давид (чернігівський князь, XIII століття)
Давид (Володимирович? XIII століття) — згаданий на поз. 33 Любецького синодика князь із чернігово-сіверських Ольговичів. Залежно від свого походження міг бути князем вщизьким чи путивльським. У літописах не згадується.

## Походження та можливі нащадки
Відповідно до традиційної версії, що ділить усіх згаданих без по батькові на позиціях 32-41 Любецького синодика князів на синів Володимира Святославича вщизького (пом.1201) і Гліба Святославича чернігівського (пом. 1216/19), — Давид був сином Володимира Святославича вщизького (другим або третім).
За іншою версією, Давид був одним із синів Володимира Ігоровича Сіверського.
Примітно, що сином Володимира Ігоровича міг бути принаймні найстарший із Володимировичів, згаданий на позиції 26 Любецького синодика — Пилип (у цьому випадку його князівське ім'я — Ізяслав).

### Генеалогічне дерево (імовірно)
- Олег Святославич (1115)
  - Всеволод Ольгович (1146)
    - Святослав Всеволодович (1194)
      - Володимир Святославич (1201)
        - Пилип Володимирович
        - Борис
        - Давид
        - Андрій
        - Дмитро-Святослав?

  - Святослав Ольгович (1164)
    - Ігор Святославич (1201)
      - Володимир Ігорович
        - Ізяслав-Пилип Володимирович